# 383. Infanterie-Division (Wehrmacht)
La 383. Infanterie-Division fu una divisione dell'esercito tedesco attiva durante la seconda guerra mondiale che venne creata nel 1942 e fu schierata lungo il fronte orientale dove fu distrutta nel 1944.

## Storia
La divisione fu costituita il 26 gennaio 1942, nell'area di addestramento militare di Arys. Nell'aprile del 1942 fu schierata sul fronte orientale e successivamente prese parte alla battaglia di Kursk, combatté anche a Babrujsk, Voronez e Orël, dove rimase fino all'agosto 1943. Il 30 settembre fu riorganizzata in una nuova divisione di tipo 44. Durante l'operazione Bagration il 23 giugno 1944, la divisione fu circondata e distrutta; fu ufficialmente sciolta il 3 agosto 1944.

## Ordine di battaglie
- Infanterie-Regiment 531
- Infanterie-Regiment 532
- Infanterie-Regiment 533
- Artillerie-Regiment 383
- Feldersatz-Bataillon 383
- Panzerjäger-Abteilung 383
- Divisions-Füsilier-Bataillon 383
- Pionier-Bataillon 383
- Infanterie-Divisions-Nachrichten-Abteilung 383
- Infanterie-Divisions-Nachschubführer 383[1]

## Decorazioni
Alcuni soldati della 383. Infanterie-division furono premiati per le loro azioni in guerra:
- Croce Tedesca
  - in oro: 7
- Croce di Cavaliere della croce di ferro: 3

## Comandanti
- Generalleutnant Johannes Haarde (26 gennaio 1942 - marzo 1942)
- Generalmajor Eberhard von Fabrice (marzo 1942 - novembre 1942)
- Generalleutnant Friedrich-Wilhelm John (novembre 1942 - luglio 1943)
- Generalmajor Edmund Hoffmeister (luglio 1943 - giugno 1944)[1]